# Amite City
Amite City és una població dels Estats Units a l'estat de Louisiana. Segons el cens del 2000 tenia 4.110 habitants.

## Demografia
Segons el cens del 2000, Amite City tenia 4.110 habitants, 1.310 habitatges, i 926 famílies. La densitat de població era de 412,2 habitants/km².
Dels 1.310 habitatges en un 32,4% hi vivien nens de menys de 18 anys, en un 40,4% hi vivien parelles casades, en un 26% dones solteres, i en un 29,3% no eren unitats familiars. En el 26,6% dels habitatges hi vivien persones soles el 12% de les quals corresponia a persones de 65 anys o més que vivien soles. El nombre mitjà de persones vivint en cada habitatge era de 2,66 i el nombre mitjà de persones que vivien en cada família era de 3,23.
Per edats la població es repartia de la següent manera: un 25,3% tenia menys de 18 anys, un 12,3% entre 18 i 24, un 28% entre 25 i 44, un 21,1% de 45 a 60 i un 13,3% 65 anys o més.
L'edat mediana era de 34 anys. Per cada 100 dones de 18 o més anys hi havia 111,6 homes.
La renda mediana per habitatge era de 27.011 $ i la renda mediana per família de 33.125 $. Els homes tenien una renda mediana de 30.590 $ mentre que les dones 19.063 $. La renda per capita de la població era de 14.565 $. Entorn del 23,1% de les famílies i el 27% de la població estaven per davall del llindar de pobresa.

## Poblacions més properes
El següent diagrama mostra les poblacions més properes.